# イリーナ・メジューエワ
イリーナ・メジューエワ（Irina Mejoueva、ロシア語: Ирина Межуева、1975年 - ）はロシア（出生時はソビエト連邦）生まれのピアニスト。大阪音楽大学客員教授。

## 経歴
旧ソ連ゴーリキー（現在のニジニ・ノヴゴロド）の出身。5歳からピアノを始め、グネーシン音楽大学でヴラディミール・トロップに師事。1992年にロッテルダムで開催されたエドゥアルト・フリプセ国際ピアノ・コンクールで優勝。
以後、ヨーロッパ諸国で演奏活動を行うも、1997年に日本コロムビアの当時の自身の録音担当プロデューサーと結婚してから日本の京都を本拠とし、アジア各国で精力的に演奏活動を繰り広げている。日本コロムビア、若林工房から作品を多数リリース。バロック音楽から20世紀音楽までの広いレパートリーを持つが、ロシアの作曲家、ニコライ・メトネルをレパートリーの中心としてよく取り上げている。
これまで、海外ではサンクトペテルブルク交響楽団、ロッテルダム・フィルハーモニー管弦楽団、プラハ交響楽団などと、日本では日本フィルハーモニー交響楽団、読売日本交響楽団などとそれぞれ共演。
2021年より、大阪音楽大学で客員教授を務める。

## 受賞歴
- 1992年　エドゥアルト・フリプセ国際ピアノ・コンクール優勝
- 2006年　青山音楽賞受賞
- 2010年　レコード・アカデミー大賞（器楽曲部門）
- 2015年　第27回ミュージック・ペンクラブ音楽賞（クラシック部門、独奏独唱部門賞）

## メディア出演
- きらクラ!（2013年2月24日、NHK-FM）：ゲストMCとして出演
- おんがく交差点（2021年2月6日、BSテレ東）

## 著書
- イリーナ・メジューエワ著『ピアノの名曲 聴きどころ 弾きどころ』講談社現代新書、2017年。